# Skupština
Skupština je organizirani skup, sastanak većeg broja ljudi, sazvan radi raspravljanja ili rješavanja nekih pitanja. To je predstavničko tijelo neke političke zajednice (države, regije, županije, grada, općine itd.), sastavljena od biranih ili delegiranih predstavnika koji odlučuju o pitanjima od zajedničkog i/ili općeg interesa. U užem smislu, skup predstavnika, zastupnika, izaslanika koji su izabrani radi donošenja zakona, pravnih akata i drugih odluka relevantnih za zajednicu o kojoj je riječ. Zakonodavna skupština, najviše predstavničko tijelo u nekom političkom sustavu koje donosi zakone. U Hrvatskoj je naziv takve skupštine sabor, u drugim zemljama kongres (npr. SAD), parlament (npr. Velika Britanija), sejm (Poljska), zbor (Slovenija), sobranje (Makedonija) itd.